# Kixléievo
Kixléievo (en rus: Кишлеево) és un poble de l'óblast de Vladímir, a Rússia, segons el cens del 2010 tenia 396 habitants. Pertany al districte municipal de Sóbinka.